# 디아프라 사코
디아프라 사코(프랑스어: Diafra Sakho, 1989년 12월 24일 ~ )는 세네갈의 전 축구 선수로, 과거 스트라이커로 뛰었다.